# الف‌هایم

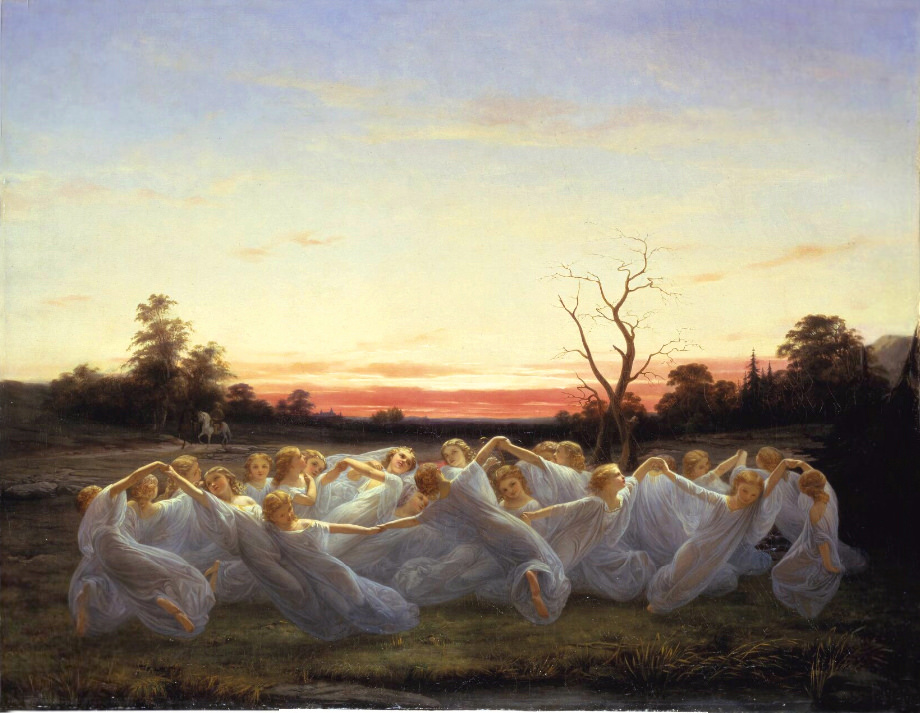
اِلف‌های چمنزار

الف‌هایم (به زبان نروژی باستان: Álfheimr) در اساطیر اسکاندیناوی، یکی از نه بخش جهان در کیهان‌شناسی نورس و سرزمین اِلف‌ها است. این سرزمین در بالاترین طبقه جهان نورس، در کنار آسگارد و واناهایم قرار دارد. فریر ایزد نژاد ونیر، فرمانروای الف‌هایم و فریا خواهر فریر و همسر اودین هم علاوه بر این که ملکه والکیری ها بود ملکه الف‌های روشنایی هم به‌شمار می‌رفت. الف‌هایم، اِلف‌های روشنایی و حتی اِلف‌های تاریکی سرزمین سوارت‌آلفهایم، هرگز در منابع و افسانه‌های ژرمن و نورس شرکت نداشته‌اند و فقط نام آن‌ها در حال عبور از چندین مکان ذکر شده‌است.
اِلف‌های روشنایی موجودات زیبایی بودند و به عنوان فرشتگان نگهبان ایزد فریر به‌شمار می‌رفتند. آن‌ها همچنین ایزدان جزئی طبیعت و باروری بودند و می‌توانستند با دانشی که از قدرت‌های جادویی داشتند به انسان‌ها کمک، یا مانع کار آن‌ها شوند.